# Rhacaplacarus baggioi
Rhacaplacarus baggioi är en kvalsterart som först beskrevs av Balogh och Sandór Mahunka 1992.  Rhacaplacarus baggioi ingår i släktet Rhacaplacarus och familjen Phthiracaridae. Inga underarter finns listade i Catalogue of Life.